# 呉秉叡
呉 秉叡（ご へいえい、ウー ビンルイ、1966年〈民国55年〉10月7日 - ）は、中華民国（台湾）の裁判官、弁護士、政治家。民主進歩党所属の立法委員。

## 経歴
1998年、第4回立法委員選挙で台東県選挙区から出馬したが、落選した。
2004年の第6回立法委員選挙では台北県第二選挙区から出馬し、初当選した。
2008年の第7回立法委員選挙では、選挙区の再編により台北県第四選挙区から出馬したが、わずか7000票の僅差で敗れた。
2012年の第8回立法委員選挙では、全国不分区及び僑居国外国民から出馬し、当選した。
2016年の第9回立法委員選挙では新北市第四選挙区から出馬し、116,723票の得票数、62.98%の得票率のいずれも同選挙最高で再選され、2020年の第10回立法委員選挙でも12万票近くの得票数で再選された。
2024年の第11回立法委員選挙では、国民党候補を破り、再選に成功した。

## 選挙記録
| 年度 | 選挙               | 選挙区                           | 所属政党   | 得票数    | 得票率 | 当選  | 注釈  |
| ---- | ------------------ | -------------------------------- | ---------- | --------- | ------ | ----- | ----- |
| 1998 | 第4回立法委員選挙  | 台東県選挙区                     | 民主進歩党 | 16,366    | 21.77% |       |       |
| 2004 | 第6回立法委員選挙  | 台北県第二選挙区                 | 民主進歩党 | 45,821    | 8.34%  |       |       |
| 2008 | 第7回立法委員選挙  | 台北県第四選挙区                 | 民主進歩党 | 70,265    | 47.13% |       | [ 2 ] |
| 2012 | 第8回立法委員選挙  | 全国不分区及び僑居国外国民選挙区 | 民主進歩党 | 4,556,424 | 34.62% |       |       |
| 2016 | 第9回立法委員選挙  | 新北市第四選挙区                 | 民主進歩党 | 116,723   | 62.98% | [ 3 ] |       |
| 2020 | 第10回立法委員選挙 | 新北市第四選挙区                 | 民主進歩党 | 119,461   | 55.13% |       |       |
| 2024 | 第11回立法委員選挙 | 新北市第四選挙区                 | 民主進歩党 | 107,772   | 50.21% |       |       |